# 马克·奥吉耶
马克·奥吉耶（法語：Marc Augier，發音：[maʁk oʒje]；1908年3月19日—1990年12月16日），筆名圣卢（Saint-Loup，發音：[sɛ̃ lu]），是一位法国反資本主義者，之后成为法西斯主义者，政治家，作家和登山者。

## 早年生活
奥吉耶的政治生涯始于共和社會黨，尽管他青年时代的主要目标是法国青年旅社（Youth hostel）这个聚焦于法国青年旅馆建设的团体。尽管他们的领袖让·吉奥诺并非法西斯主义者，但是奥吉耶被吉奥诺的原始主义所深深吸引，最终导致年轻的奥吉耶接受了这一思想。他进一步支持了受天主教影响衰落的古宗教。

## 与纳粹的合作
奥吉耶组织了他自己的社团，“新欧洲的年轻人”，吸引了约4000名成员。随后他加入了法國反布爾什維克主義志願軍團并参加了苏德战争，然而同时他认为纳粹主义总有一天会认真的对待自己名字中的“社会主义”，并且支持他的反資本主義。

## 二战后的生活
圣卢利用自己的作品影响了多个古宗教作者和极右翼作者，如皮埃尔·维亚尔和讓·馬比爾。